# Castello di Bad Homburg
Il castello di Bad Homburg (in tedesco: Schloss Bad Homburg) è un castello costruito presso la città di Bad Homburg vor der Höhe.

## Storia

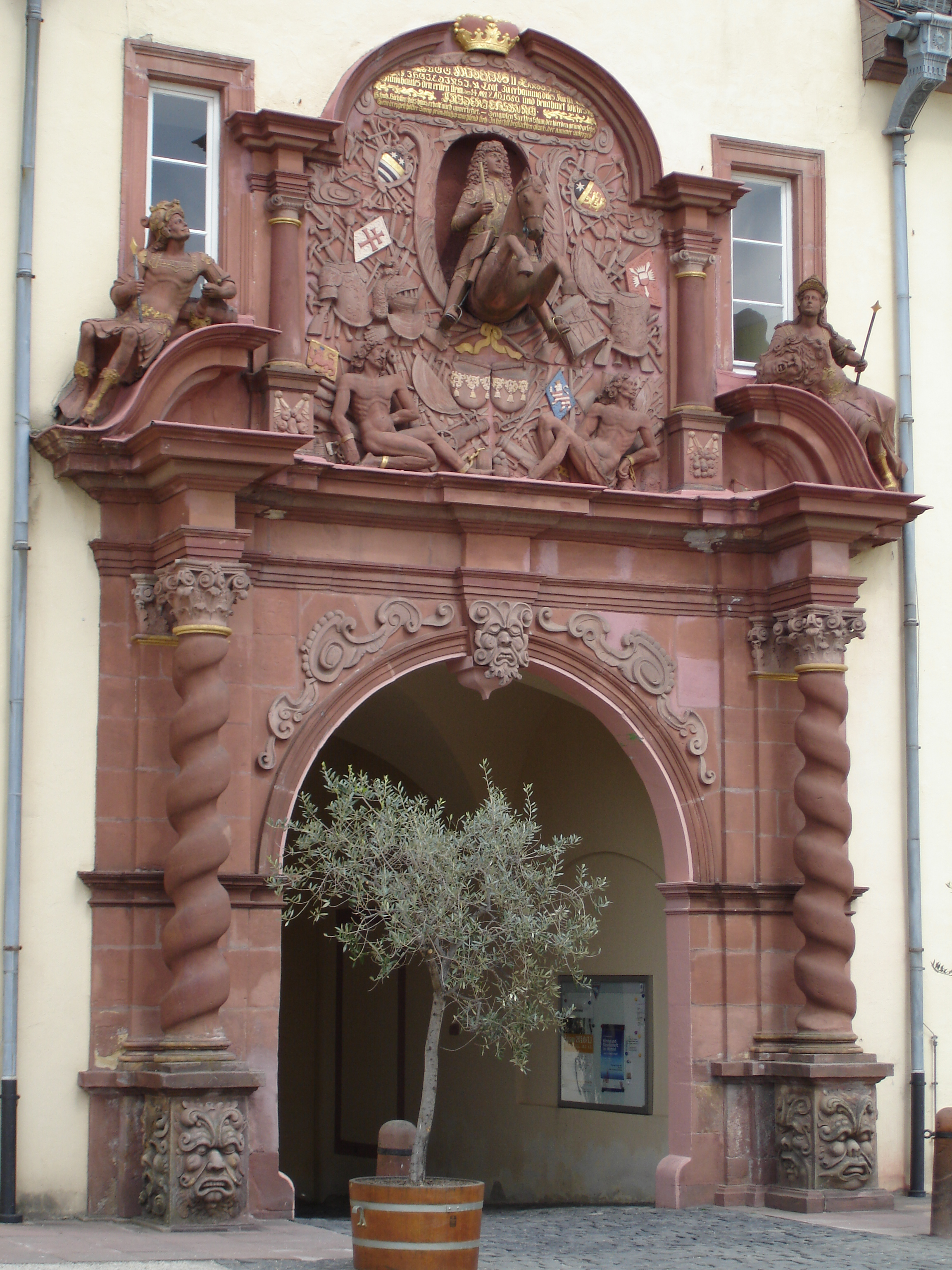
Il grandioso portale barocco con l'effige di Federico II d'Assia-Homburg che avviò la ricostruzione del castello alla fine del Seicento

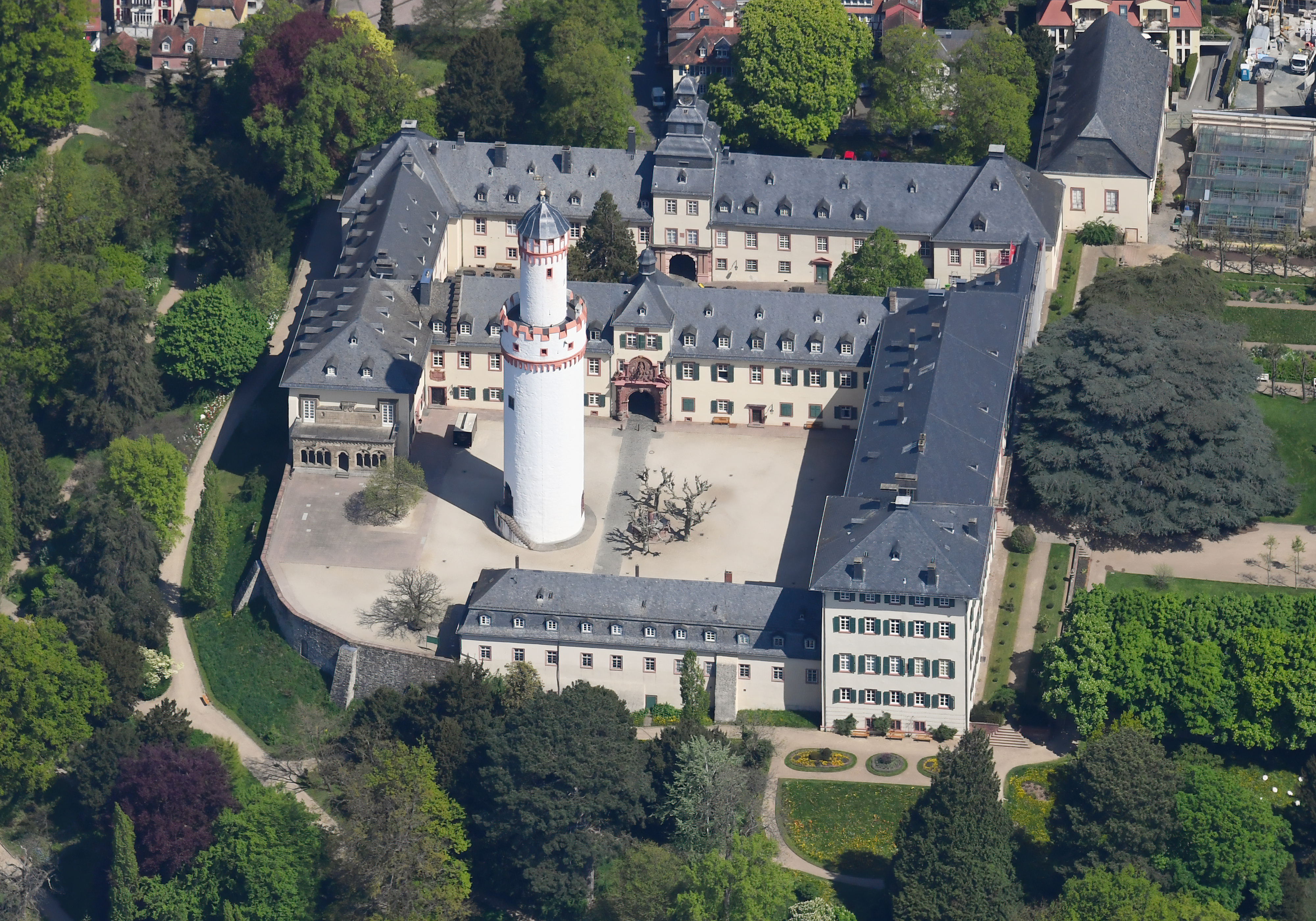
Vista aerea del castello

Originariamente residenza dei langravi d'Assia-Homburg, venne costruito a partire dal XII secolo, ma nel 1660 il langravio Federico II d'Assia-Homburg ne dispose la completa demolizione ad eccezione delle prigioni, rimpiazzando la struttura con un nuovo castello realizzato tra il 1680 ed il 1685 su disegno di Paul Andrich. Il suo parco venne ridisegnato tra XVIII e XIX secolo, con l'aggiunta nell'Ottocento anche di una Casa Gotica.
Dopo l'annessione dell'Assia-Homburg alla Prussia nel 1866, il castello venne ereditato dalla linea ducale d'Assia-Darmstadt dopo la Guerra austro-prussiana, divenendo una delle residenze estive dei re di Prussia. Guglielmo I soggiornò diverse volte al castello, come del resto suo figlio Federico III e sua moglie Vittoria. I soggiorni di Federico e dei suoi successori in particolare portarono all'aggiunta di stanze da bagno, telefoni ed elettricità. Dopo il 1918 il castello venne amministrato direttamente dallo stato della Prussia e dal 1945 dallo stato dell'Assia. Dal 1947 è sede dell'ente per l'amministrazione dei castelli e dei giardini di stato dell'Assia.